# 77 km (rejon gatczyński)
77 km (ros. 77 км) – przystanek kolejowy w lasach, w rejonie gatczyńskim, w obwodzie leningradzkim, w Rosji. Położony jest na linii Petersburg – Newel – Witebsk, w znacznym oddaleniu od stałych skupisk ludzkich. W pobliżu znajduje się osiedle dacz.